# Skjegget
Skjegget (norwegisch für Stachel) ist ein 360 m hoher Berg an der Prinz-Harald-Küste des ostantarktischen Königin-Maud-Lands. Auf der Ostseite der Lützow-Holm-Bucht ragt er am nordwestlichen Ausläufer der Landspitze Skarvsnes auf.
Norwegische Kartographen, die ihn auch benannten, kartierten ihn anhand von Luftaufnahmen der Lars-Christensen-Expedition 1936/37.